# Softphone

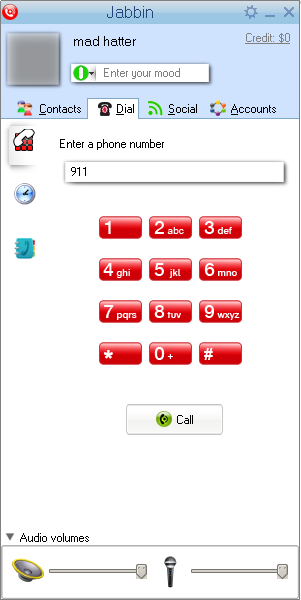
Exemple d'application de softphonie

Un téléphone logiciel, ou softphone (anglicisme), est un type de logiciel utilisé pour faire de la téléphonie par Internet depuis un ordinateur plutôt qu'un téléphone. Les communications peuvent se faire au moyen d'un microphone et d'un casque ou de haut-parleurs reliés à la carte son, mais il existe aussi un type de périphérique affecté à cette tâche, semblable à un téléphone et se branchant sur un port USB.
Les interfaces des softphones sont souvent intuitives et de la forme d'un téléphone.
Les fonctionnalités des softphones sont les mêmes que celles des téléphones classiques. 
En plus des fonctionnalités de téléphonie classique, les softphones incorporent souvent des services supplémentaires comme la vidéo sur IP, la présence, permettant de connaitre la disponibilité de ses contacts, et de nombreux autres services. 
Par ailleurs, l'application peut également être intégrée avec d'autres applications installées sur l'ordinateur : avec la messagerie électronique par exemple, afin de pouvoir appeler directement un numéro de téléphone dans un courriel (click-to-call) ou d'accéder au gestionnaire de contacts pour générer des appels.